# Ткачик королівський
Тка́чик королівський (Ploceus aurantius) — вид горобцеподібних птахів ткачикових (Ploceidae). Мешкає в Західній і Центральній Африці.

## Опис
Довжина птаха становить 12,5-14 см, вага 21-29 г. Самці під час сезону розмноження мають переважно оранжеве або руде забарвлення, крила у них коричневі, навколо очей чорні плями, дзьоб світлий. тонкий, зверху чорний. У самиць і самців під час негніздового періоду верхня частина тіла оливково-зелена, надхвістя оранжеве або жовте, хвіст оливково-коричневий, нижня частина тіла білувата або кремова.

## Підвиди
Виділяють два підвиди:
- P. a. aurantius (Vieillot, 1805) — від Сьєрра-Леоне до Анголи;
- P. a. rex Neumann, 1908 — Уганда, західна Кенія і північно-західна Танзанія.

## Поширення і екологія
Королівські ткачики мешкають в Сьєрра-Леоне, Ліберії, Кот-д'Івуарі, Гані, Того, Беніні, Нігерії, Камеруні, Центральноафриканській Республіці, Екваторіальній Гвінеї, Габоні, Республіці Конго, Демократичній Республіці Конго, Анголі, Уганді, Кенії і Танзанії. Вони живуть на морських узбережжях, в мангрових і заболочених лісах та в чагарникових заростях на берегах річок і озер. Зустрічаються парами або невеликими зграйками. Живляться плодами, насінням і комахами. Королівські ткачики є полігамними, на одного самця припадає 2-3 самиці. Вони гніздяться колоніями. які можуть нараховувати до сотні гнізд. В кладці 2 яйця.